# بيري غريم
بيري غريم (بالإنجليزية: Perry Grimm)‏ هو سائق سباق أمريكي، ولد في 19 فبراير 1914، وتوفي في 11 سبتمبر 1971 بسبب نوبة قلبية.